# Giacomo Babini
Giacomo Babini (Verghereto, 22 febbraio 1929 – Arezzo, 1º novembre 2021) è stato un vescovo cattolico italiano.

## Biografia
Nacque ad Alfero, frazione di Verghereto, in provincia di Forlì e diocesi di Sansepolcro, il 22 febbraio 1929.

### Ministero sacerdotale
Il 26 giugno 1953 fu ordinato presbitero, nella cattedrale di Sansepolcro, dal vescovo Pompeo Ghezzi.
Prima parroco a Pratieghi di Badia Tedalda, fu successivamente incaricato della pastorale del mondo del lavoro come cappellano del grande stabilimento Buitoni a Sansepolcro.
Nel 1966 diventò parroco della parrocchia della cattedrale di Sansepolcro, dopo che il vescovo Abele Conigli aveva deciso, avvalendosi delle prerogative concesse da papa Paolo VI ai vescovi dopo il Concilio Vaticano II, di togliere la parrocchia al capitolo della cattedrale e di affidarla a una comunità di quattro presbiteri.

### Ministero episcopale
Il 25 luglio 1987 papa Giovanni Paolo II lo nominò vescovo ausiliare di Arezzo-Cortona-Sansepolcro e vescovo titolare di Tubune di Mauritania. Il 19 settembre successivo ricevette l'ordinazione episcopale, nella concattedrale di Sansepolcro, dal vescovo Giovanni D'Ascenzi, co-consacranti i vescovi Abele Conigli e Angelo Scapecchi.
Il 7 dicembre 1991 lo stesso papa lo nominò vescovo di Pitigliano-Sovana-Orbetello; succedette a Eugenio Binini, precedentemente nominato vescovo di Massa Carrara-Pontremoli. Il 5 gennaio 1992 prese possesso della diocesi.
Il 13 luglio 1996 fu trasferito alla diocesi di Grosseto, della quale era già amministratore apostolico dal settembre 1995 in seguito alla nomina del vescovo Angelo Scola a rettore della Pontificia Università Lateranense e preside del Pontificio istituto Giovanni Paolo II. Il 28 settembre seguente prese possesso della diocesi.
Il 17 novembre 2001 papa Giovanni Paolo II accolse la sua rinuncia, presentata per motivi di salute, al governo pastorale della diocesi di Grosseto; gli succedette Franco Agostinelli, del clero di Arezzo-Cortona-Sansepolcro.
Da vescovo emerito fece rientro a Sansepolcro, dove visse prima nel monastero delle Clarisse e successivamente nella Casa San Lorenzo, svolgendo servizio pastorale presso la parrocchia della concattedrale e tenendo ritiri e corsi di esercizi spirituali.
Morì all'ospedale di Arezzo il 1º novembre 2021 all'età di 92 anni. Dopo le esequie, celebrate il 3 novembre nella basilica cattedrale di San Giovanni Evangelista a Sansepolcro dal vescovo di Pitigliano-Sovana-Orbetello e di Grosseto, mons. Giovanni Roncari, fu sepolto nel sepolcreto dei vescovi dello stesso edificio.

## Controversie
L'11 aprile 2010 destano scalpore alcune sue dichiarazioni antisemite e omofobiche apparse su un sito di informazione cattolica in merito alle accuse di pedofilia rivolte alla Chiesa cattolica. Il vescovo emerito replica con una smentita, asserendo di essere stato strumentalizzato da alcune agenzie che gli attribuiscono espressioni mai pronunciate. Alla smentita ha risposto la redazione del sito ribadendo l'autenticità delle dichiarazioni espresse dal vescovo, dichiarandosi pronta a pubblicare il contenuto dei nastri su cui è incisa la registrazione dell'intervista.
Il 27 luglio dello stesso anno riferendosi al caso di alcuni preti omosessuali della diocesi di Roma che avrebbero infranto il voto di castità, rilascia ulteriori dichiarazioni omofobe. In particolare afferma che «l'omosessualità in un prete, se tradotta in pratica depravata, è addirittura più grave della pedofilia, si tratta di uomini viziosi e perversi, che si sono abbandonati a oscene pratiche contro natura». L'allora vescovo di Grosseto Franco Agostinelli ha risposto a questi commenti mostrandosi scioccato e asserendo che i pensieri di Babini non rispecchiano il pensiero della diocesi grossetana, ma che «sono pronunciate da una persona anziana che parla per sé» e ancora che «Babini è anziano e ha anche qualche problema di salute».
Successivamente il vescovo Babini è tornato alla ribalta della cronaca criticando la scelta di far esibire in concerto il cantante britannico Elton John nella piazza di Trani di fronte alla cattedrale: il motivo di tale critica è che il cantante è gay. «Far cantare quel signore davanti ad una chiesa è inadeguato, blasfemo e offensivo esistono luoghi acconci per queste cose».
Nel settembre 2011 il vescovo Babini interviene sulle pagine virtuali del sito cattolico Pontifex, sostenendo che l'«omosessualità praticata è un peccato gravissimo e contro natura, certamente peggiore di chi va con l'altro sesso», precisando inoltre che «alla luce dei fatti, senza stilare classifiche, Vendola pecca molto di più di Silvio Berlusconi».

## Genealogia episcopale
La genealogia episcopale è:
- Cardinale Scipione Rebiba
- Cardinale Giulio Antonio Santori
- Cardinale Girolamo Bernerio, O.P.
- Arcivescovo Galeazzo Sanvitale
- Cardinale Ludovico Ludovisi
- Cardinale Luigi Caetani
- Cardinale Ulderico Carpegna
- Cardinale Paluzzo Paluzzi Altieri degli Albertoni
- Papa Benedetto XIII
- Papa Benedetto XIV
- Cardinale Enrico Enriquez
- Arcivescovo Manuel Quintano Bonifaz
- Cardinale Buenaventura Córdoba Espinosa de la Cerda
- Cardinale Giuseppe Maria Doria Pamphilj
- Papa Pio VIII
- Papa Pio IX
- Cardinale Alessandro Franchi
- Cardinale Giovanni Simeoni
- Cardinale Antonio Agliardi
- Cardinale Basilio Pompilj
- Cardinale Adeodato Piazza, O.C.D.
- Cardinale Sebastiano Baggio
- Vescovo Giovanni D'Ascenzi
- Vescovo Giacomo Babini